# Goworowo (powiat Ostrołęcki)
Goworowo is een dorp in het Poolse woiwodschap Mazovië, in het district Ostrołęcki. De plaats maakt deel uit van de gemeente Goworowo en telt 820 inwoners.